# Bezeichnungen für die Griechen

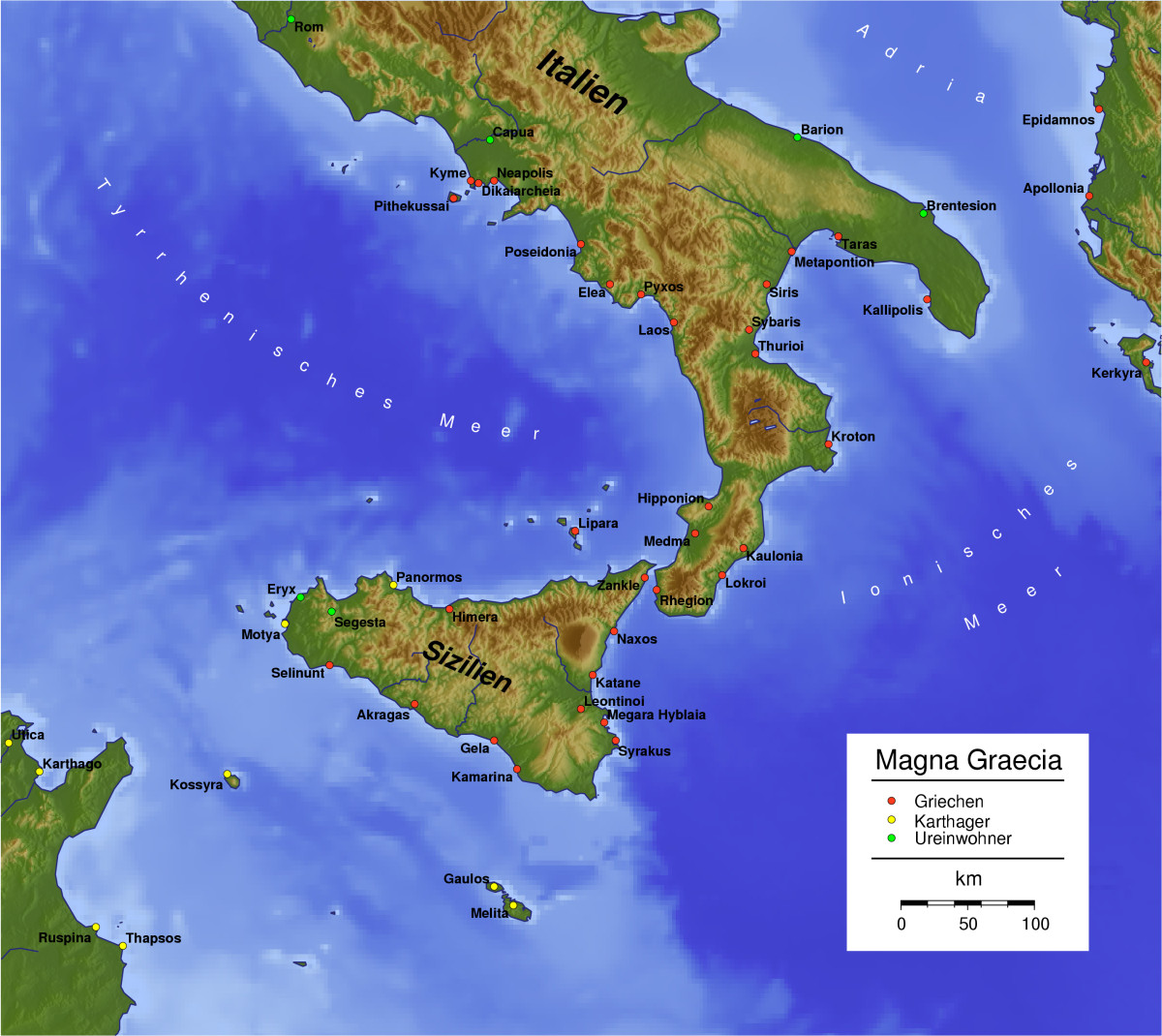
Seit dem 8. Jahrhundert v. Chr. entstanden in Magna Graecia zahlreiche griechische Städte. Durch den Kontakt der Italiker mit diesen Siedlern, vermutlich Hellenen aus Graia, den Graeci, etablierte sich im Westen die Bezeichnung Griechen.

Für die Ethnie bzw. das Volk der Griechen gab es im Laufe der Geschichte verschiedene Bezeichnungen. Bis heute können viele dieser Namen als austauschbar betrachtet werden, so dass die Griechen zu den polyonymen (vielnamigen) Völkern zählen.
Die frühesten Eigenbezeichnungen finden sich in der Ilias und beziehen sich auf die Männer, die der argivische König Agamemnon gegen Troja führte (Achaier, Danaer, Argiver). Eine sehr alte Fremdbenennung hat sich – ausgehend vom griechischen Stammesverband der Ionier (altgriechisch Ἴωνες Íōnes, älter Ἰάωνες Iáōnes) – in zahlreichen Sprachen des Nahen Ostens und darüber hinaus erhalten und zeigte sich zuerst im altpersischen Jauna und dem hebräischen Jawan (יָוָן).
Die 480 v. Chr. bei den Thermopylen gefallenen Soldaten nannten sich dagegen bereits Hellenen (Έλληνες Héllēnes). Diesen Volksnamen übernahmen letztlich auch die Griechen der Neuzeit, nachdem er in den ersten Jahrhunderten des Christentums ein Synonym für „Heiden, Polytheisten“ geworden war. In der Spätantike nannten sich die Griechen daher meist Rhomäer (Ῥωμαῖοι Rhomaíoi „Römer“, bis heute altertümelnd gebraucht in der Verschleifung Ρωμιός Romiós). Die meisten europäischen Sprachen nutzen in verschiedenen Abwandlungen die aus dem Lateinischen ererbte Bezeichnung Griechen (von lateinisch Graeci). Heute lassen sich die Volksnamen der Griechen in den verschiedenen Sprachen im Wesentlichen auf diese drei Etyma – Ίων (Íōn), Ἕλλην (Héllēn) und Γραικός (Graikós) – zurückführen, die ursprünglich jeweils kleinere Gruppen bezeichnet haben dürften.

## Achaier (Ἀχαιοί), Argiver (Ἀργεῖοι), Danaer (Δαναοί) – die ältesten Eigenbenennungen
In Homers Ilias werden die alliierten Streitkräfte der Griechen mit drei verschiedenen Namen bezeichnet, die oft alternativ gebraucht werden: Argiver (griechisch Ἀργεῖοι Argeîoi, 29-mal), Danaer (Δαναοί Danaoí, 138-mal) und Achaier (Ἀχαιοί Achaioí, 598-mal). Argiver ist eine politische Bezeichnung, die auf Argos, die Hauptstadt der Achaier, zurückzuführen ist. Die Bezeichnung Danaer (nach dem mythischen Danaos, dem Stammvater des argivischen Herrschergeschlechts) bezieht sich auf den ersten griechischen Stamm, der die Peloponnes dominierte, wie auch eine Region in der Nähe von Argos. Achaier ist der Name des griechischen Stammes, der im Zuge der Dorischen Wanderung auf einen Teil der Peloponnes (Achaia) zurückgedrängt wurde und hier prägend wurde. Den Begriff Hellenen verwendete Homer nicht als Sammelbezeichnung für die griechischen Stämme.

## Ionier (Ἴωνες), Jauna und Jawan
Eine andere Bezeichnung für die Griechen entwickelte sich dagegen in den Ländern im Osten Griechenlands. So hießen die Griechen im alten Perserreich Jauna, in Indien Javana, Jonaka oder Jona (auch Yauna geschrieben). Der Ursprung aller dieser Namen ist die Eigenbezeichnung der kleinasiatischen Ionier (griechisch Ίωνες Íōnes, vergleiche die ältere Vorform Ἰᾱ́ωνες Iāṓnes), die im 6. Jahrhundert v. Chr. von den Persern unterworfen wurden und deren Name, wohl ähnlich wie der Name der Graikoí im Westen, auf die Gesamtheit der Hellenen übertragen wurde. Der altpersische Name der Griechen verbreitete sich in der Folge im gesamten Perserreich sowie seiner weiteren kulturellen Einflusszone. Aus dem Altpersischen leitet sich daher auch die Sanskrit-Bezeichnung Javana her, welche in alten Sanskrit-Quellen – erstmals in Paninis Grammatik – überliefert ist. Später etablierte sich Jonaka (bzw. Jona in Pali) als Bezeichnung für die Indo-Griechen. Der Begriff Yunan und seine Abwandlungen werden bis heute im Persischen, im Arabischen (in den Namen اليونان / al-Yūnān „Griechenland“, sowie يوناني / Yūnānī „Grieche“), Türkischen, Hindi (als युनान) und dem Malaiischen Indonesiens verwendet.
Der verwandte hebräische Volksname Jawan (יָוָן) wird in der Bibel als Bezeichnung für die Griechen des östlichen Mittelmeers benutzt. Entsprechend wird die Gestalt des Jawan, Sohn Jafets, als Urvater der Griechen im Buch Genesis10:2 erwähnt.

### Ableitungen vonÍōn(Ίων)
In den meisten Sprachen des Nahen Ostens und einigen weiteren asiatischen Sprachen ist die Bezeichnung für die Griechen vom Stammesnamen der Ionier abgeleitet, also jener Griechen, die in der Antike die westlichen Küsten Anatoliens bevölkerten:
- Arabisch: يوناني (Yūnānī, m.), يونانية (Yūnāniyya, f.), اليونان (al-Yūnān „Griechenland“)
- Armenisch: հույն (huyn), Հունաստան (Hunastan „Griechenland“)
- Hebräisch: יוני (Jewani, m.), יוניה (Jewanija, f.), יון (Jawan „Griechenland“)
- Hindi: यूनानी (Jūnānī), यूनान (Jūnān „Griechenland“)
- Indonesisch: orang yunani, Yunani
- Syrisch: ܝܘܢܢ (Junan „Griechenland“)
- Türkisch: Yunan, Yunanistan

## Hellenen (Ἕλληνες,Έλληνες)
In Homers Bericht über die Zeit des Trojanischen Krieges bezeichnete der Begriff Hellenen einen verhältnismäßig kleinen, aber mächtigen Stamm aus der Gegend des thessalischen Phthia, der seine Wurzeln vermutlich im heutigen Epirus, im Nordwesten hatte. Wichtige Siedlungen dieses Stammes waren Alos, Alope, Trachis und Argos. Zwar gibt es zahlreiche Versuche einer etymologischen Herleitung für das Wort Hellene, aber keine gilt als hinreichend akzeptiert. So suchen manche den Ursprung des Wortes in den Wortteilen Sal (beten), ell (gebirgig), oder sel (erleuchtet). Eine neuere Studie führt den Namen auf die Stadt Hellas nahe dem Fluss (arabisch „el-oued“) Spercheus zurück, die auch heute noch diesen Namen trägt. Als sicher gilt, dass der Begriff Hellenen mit dem Wort Selloi (griechisch Σελλοί) verbunden ist, den Priestern des epirotischen Dodona. Homer zufolge verehrte Achilles den dodonischen Zeus als Gott seiner Ahnen:
Zeus, pelasgischer, weitab wohnender Herr von Dodona

Wo die Winter so rauh. Dort lagern am Boden die Selloi,

Deine Seher, um dich mit nie gewaschenen Füßen.
Ptolemäus nennt Epirus das „ursprüngliche Hellas“, und Aristoteles berichtet, dass eine Naturkatastrophe (gleichbedeutend mit der deukalionischen Sintflut) „im alten Hellas, zwischen Dodona und dem Fluss Acheloos, dem Land das von Selloi und Graikoí besiedelt war, die später als Hellenen bekannt wurden“, am schlimmsten gewütet hat. Daraus wird gefolgert, dass der Stamm der Hellenen seinen Ursprung in Epirus hatte und erst später nach Süden, in die Gegend des thessalischen Phthia umsiedelte. Die Verbreitung des dodonischen Zeuskultes (die Griechen neigten dazu, immer größere Gemeinschaften und Amphiktyonien zu bilden) und die zunehmende Popularität des delphischen Kultes führte schließlich dazu, dass die Bezeichnung Hellene über die gesamte Halbinsel Gebrauch fand, später über die Ägäis hinweg auch in Kleinasien, wie auch westwärts, in das heutige Süditalien und Sizilien, einer Region die auch als Magna Graecia bekannt ist.
Schriftlich ist der Begriff des Hellenen in diesem erweiterten Sinne erstmals in einer Beschreibung der 48. Olympischen Spiele durch Echembrotos (584 v. Chr.) überliefert. Vermutlich wurde der Begriff mit den Olympischen Spielen im 8. Jahrhundert v. Chr. in dieser überregionalen Form eingeführt und hatte sich bis ins 5. Jahrhundert dauerhaft etabliert. Eine Inschrift in Delphi aus der Zeit nach den Perserkriegen, preist den Spartaner Pausanias als siegreichen Anführer der Hellenen. Das Bewusstsein einer panhellenischen Einheit förderten insbesondere regelmäßige religiöse Festspiele, wie beispielsweise die Mysterien von Eleusis, deren Teilnehmer griechischsprachig sein mussten. Auch die vier Panhellenischen Spiele (darunter auch die Olympischen Spiele), bei denen die Stammeszugehörigkeit für die Teilnahme entscheidend war, förderten das Zusammengehörigkeitsgefühl der verschiedenen griechischen Stämme unter dem Namen der Hellenen. An den Spielen durften weder Frauen noch Nichtgriechen teilnehmen. Später wurde diese Regelung unter der römischen Herrschaft Kaiser Neros gelockert.
Die lange nach der Südmigration der vier griechischen Hauptstämme entwickelten mythischen Abstammungsgeschichten, in deren Rahmen auf namhafte Gründerfiguren zurückgegriffen wurde, veranschaulicht das Identitätsgefühl diese Stämme. Der Legende nach war Hellen (Ἕλλην), Sohn des Deukalion und der Pyrrha, Stammvater der Hellenen. Seine mit der Nymphe Orseis gezeugten Söhne Aiolos, Doros und Xuthos, waren wiederum Gründerväter der griechischen Stämme der Äoler, Dorer, Achaier und Ionier. Die letzteren gehen auf die Söhne des Xuthos zurück: Achaios und Ion.
Epiroten, Molosser und Makedonen wurden zur Zeit des Trojanischen Krieges noch nicht zu den Hellenen gezählt, weil diese Bezeichnung zu jener Zeit nur auf den besagten thessalischen Stamm um Phthia bezogen wurde, zu dessen Mitgliedern auch Achilleus gehörte. Auch nachdem die Bezeichnung auf alle Stämme südlich des Olymps ausgedehnt wurde, zählte man diese drei Stämme nicht zu den Hellenen. Ein Grund dafür war vermutlich deren Weigerung, an den Perserkriegen teilzunehmen, welche damals zur lebenswichtigen Aufgabe des Hellenentums erklärt worden waren; allerdings nahmen diese Stämme bereits vor den persischen Kriegen an den Olympischen Spielen teil, wo sie sich mit anderen Hellenen im Wettkampf messen konnten (zur Teilnahme waren ausschließlich Hellenen zugelassen.). Thukydides bezeichnet die Akarnaner, Ätolier, Epiroten und Makedonen als Barbaren, tut dies aber in strikt linguistischem Sinne.
Der Athener Redner Demosthenes charakterisiert in seinen Philippikai die Makedonen gar als schlimmer als Barbaren. Allerdings stellen seine Reden unter Berücksichtigung des damals aktuellen politischen Geschehens einen einzigen Aufruf zum Widerstand gegen den makedonischen König Philipp II. dar, der zu dieser Zeit in für den Stadtstaat Athen gefährlichem Maße an Macht und Territorium gewann. Der Staatsmann aus dem demokratischen Athen akzeptierte den panhellenischen Führungsanspruch des undemokratischen Königreichs Makedonien nicht, sondern unterstützte weiterhin den Führungsanspruch Athens, worin er die ideale Form des Hellenentums sah. Nicht zuletzt deswegen liest sich seine Charakterisierung des makedonischen Königs auszugsweise sehr polemisch: „Weder Hellene, noch Verwandter der Hellenen, nicht einmal ein Barbar von irgendeinem ehrenhaften Orte, sondern ein abscheulicher Geselle aus Makedonien, woher man bisher nie einen anständigen Sklaven kaufen konnte.“ Eine fremde Herkunft der Makedonier behauptet er in seinen Philippischen Reden nicht, noch versucht er sie zu beweisen. Als barbarisch erachtet er vielmehr deren politisches System, vor allem aber die offene Infragestellung der Vormachtstellung Athens im hellenischen Raum.
Polybios dagegen betrachtet die Stämme des westlichen Hellas, die Epiroten und die Makedonen, in jeder Hinsicht als Hellenen. Auch Strabon beschreibt Makedonien als Teil von Hellas.

### Hellenen und Barbaren
In den folgenden Jahrhunderten gewann der Begriff des Hellenen eine ausgedehntere Bedeutung und wurde, als Kontrast zum Barbaren, auf zivilisierte Völker allgemein angewendet. Anfänglich hatte das Wort Barbar jedoch eine andere Bedeutung. Ursprünglich nannten die griechischen Stämme ihre nicht griechischsprachigen Nachbarn βάρβαροι („Barbaren“), im Sinne von „Sprecher einer fremden Sprache“. Die Bezeichnung Barbar, so wird angenommen, findet ihren Ursprung im lautmalerischen bar-bar, was das Gestammel Fremdsprachiger beschreiben soll, deren Sprache sich in den Ohren der Griechen so angehört hat. Laut Herodot nannten auch die Ägypter jeden, der eine andere Sprache als sie selbst sprach, einen Barbaren.
Erst später sind die Griechen dazu übergegangen, die Bezeichnung barbarisch als verallgemeinernde, abfällige Beschreibung fremder Lebensweisen zu benutzen. Letztlich wurde das Wort durch den zunehmenden Negativgebrauch mit der Bedeutung „ungebildet“ oder „unzivilisiert“ belegt. Demnach galt: „ein ungebildeter Mann ist auch ein Barbar“. Nach Dionysios von Halikarnassos unterschied sich ein Hellene von einem Barbaren durch vier Merkmale: Sprache, Bildung, Religion und Rechtsstaatlichkeit. Paulus von Tarsus dagegen predigte, dass „Hellenen und Barbaren, beide klug und töricht“ seien.
Die Abgrenzung zwischen Hellenen und Barbaren dauerte bis in das 4. Jahrhundert v. Chr. Euripides empfand es als natürlich, dass Hellenen über Barbaren herrschen sollten, da erstere seiner Meinung nach für die Freiheit und letzteren für die Sklaverei bestimmt waren. Aristoteles kam zu dem Schluss, dass „die Natur des Barbaren und des Sklaven eine und dieselbe ist“. Die ethnische Abgrenzung begann erst mit den Lehren der Stoiker abzuklingen, die zwischen Natur und Konvention unterschieden und lehrten, dass alle Menschen vor Gott gleich seien und folglich nicht von Natur aus einander ungleich sein könnten.
Die Eroberungszüge Alexander des Großen festigten den griechischen Einfluss im Osten, indem durch sie die griechische Kultur nach Asien gebracht wurde, welche dort Bildung und Gesellschaft dauerhaft veränderte. Isokrates erklärte in seiner Panegyrik, dass die Schüler Athens nun zu Lehrern der Welt geworden seien, durch die der Name Hellas nicht länger eine Rasse, sondern den Intellekt bezeichne und der Begriff Hellene nicht mehr für gemeinsame Herkunft, sondern für gemeinsame Bildung und Werte stehe. So bedeutete der Hellenismus die Entwicklung von der klassischen griechischen Kultur zu einer Zivilisation mit globalen Dimensionen, die nunmehr jedem offenstand. Entsprechend entwickelte sich der Begriff des „Hellenen“ von der Bedeutung des ethnischen Griechen hin zu einem kulturellen Begriff, der diejenigen einschloss, die ihr Leben griechischen Wertvorstellungen unterwarfen.

### Bedeutungswandel des BegriffsHelleneim Zeichen des Christentums
Im Laufe der ersten christlichen Jahrhunderte wurde der Begriff Hellene mit der Bedeutung „Heide, Anhänger des Polytheismus“ belegt und behielt diese Bedeutung bis zum Ende des ersten christlichen Jahrtausends. In diesem ersten Jahrtausend spielte die frühe christliche Kirche im Bedeutungswandel des Wortes eine tragende Rolle. Dabei war der Kontakt mit den Juden entscheidend, da er zum christlichen Gebrauch des Begriffs Hellene als Mittel zur religiösen Unterscheidung führte: Die Juden unterschieden, wie die Griechen, zwischen sich und Fremden, jedoch unterschieden sie, anders als die Griechen, allein aufgrund religiöser und weniger aufgrund sonstiger kultureller Merkmale. In der Weise, wie die Griechen alle unzivilisierten Menschen Barbaren nannten, betrachteten die Juden alle Nichtjuden als Gojim, was wörtlich „Nationen“ bedeutet. Die frühen Christen, selbst aus dem Judentum hervorgegangen, übernahmen diese Form der religiösen Unterscheidung, wodurch nun der vorher kulturell besetzte Begriff des Hellenen im christlichen Sprachgebrauch auf seinen religiösen Inhalt reduziert wurde, der die ursprüngliche Bedeutung letztendlich vollständig verdrängte. In der Folge waren sämtliche Nichtchristen in den Augen der Christen Hellenen.
Der Apostel Paulus benutzte in seinen Briefen die Bezeichnung Hellene fast immer in Verbindung mit Hebräer, vermutlich um die beiden Religionsgemeinschaften voneinander zu unterscheiden. Mit neuer, rein religiöser Bedeutung taucht der Begriff Hellene erstmals im Neuen Testament auf. So kniet laut dem Evangelium nach Markus 7:26 eine Frau vor Jesus und bittet um die Heilung ihrer Tochter.
Im hellenistischen Original heißt es:
[…] ἡ δὲ γυνὴ ἦν ῾Ελληνίς, Συροφοινίκισσα τῷ γένει· καὶ ἠρώτα αὐτὸν ἵνα τὸ δαιμόνιον ἐκβάλῃ ἐκ τῆς θυγατρὸς αὐτῆς.
Die aktualisierte Fassung der Lutherbibel von 2017 formuliert:
[…] die Frau war aber eine Griechin aus Syrophönizien – und bat ihn, dass er den Dämon aus ihrer Tochter austreibe.
Die deutsche Einheitsübersetzung von 2016 gibt die Information über den Originalwortlaut („wörtlich: Griechin“) in einer Fußnote und lautet:
Die Frau, von Geburt Syrophönizierin, war eine Heidin. Sie bat ihn, aus ihrer Tochter den Dämon auszutreiben.
Da die Frau von Geburt Syrophönizierin war, was ihre ethnische Zugehörigkeit festlegt, muss der Begriff ῾Ἑλληνίς („Hellenin“) in diesem Zusammenhang für ihre Religion stehen. Zwar wurde er in der Lutherbibel als Griechin übersetzt, in Wulfilas gotischer Bibelübersetzung allerdings bereits viel früher als haiþno („Heide“). In der Wycliff-Übersetzung wird, wie in der heute gängigen deutschsprachigen Übersetzung, in ähnlicher Weise auf die Begriffe Gentile oder Heidin zurückgegriffen.
Die Entwicklung des Begriffs Hellene hin zu seiner neuen, rein religiösen Bedeutung vollzog sich nur langsam und war vermutlich erst im 2. oder 3. Jahrhundert n. Chr. abgeschlossen. Aelius Aristides wählte Hellenen, Chaldäer und Ägypter als repräsentativ für sämtliche heidnischen Völker. Clemens von Alexandria berichtete später von einem unbekannten christlichen Schreiber, der die erwähnten Völker als Hellenen zusammenfasst und von zwei alten und einer neuen Nation spricht: der christlichen Nation.
Zahlreiche Schriften dieser Zeit dokumentieren den semantischen Wandel des Begriffs. Deren erste ist die Oratio ad Graecos Tatians, die 170 n. Chr. fertiggestellt wurde. Hierin widerlegt Tatian die heidnischen Religionen zugunsten des Christentums. Die wichtigste der späteren Arbeiten war Gegen die Hellenen von Athanasius, nach anderen Quellen ursprünglich Gegen die Heiden. Der Name wurde von einem künftigen Autor geändert, in einer Zeit, als Hellene seine antike Bedeutung vollends verloren hatte. Fortan hatte Hellene nicht mehr die Bedeutung des ethnischen Griechen oder desjenigen, der die griechische Kultur angenommen hatte, sondern wurde zu einem Sammelbegriff für die Heiden, vollkommen gleich welcher Abstammung. Der gescheiterte Versuch Kaiser Julians das Dodekatheon wieder aufleben zu lassen, brachte ihm von Seiten der Kirche den Beinamen Apostata (griechisch „Abtrünniger“) ein, während Gregor von Nazianz konstatierte, dass die „Dinge zugunsten des Christentums verliefen und die Lage der Hellenen sich sehr verschlimmert habe“. Ein halbes Jahrhundert später erhoben sich Christen gegen den Eparchen von Alexandria, den sie des Hellenentums anklagten. Zwar war es Theodosius I., der die ersten Gesetze gegen das Heidentum veranlasste, die Massenverfolgungen der Heiden wurden jedoch letztlich durch die Reformen Justinians ermöglicht: Das Corpus Iuris Civilis enthielt Gesetze, welche die vollständige Vernichtung des Hellenentums verordneten, welche im öffentlichen Leben von Männern in hohen Positionen eifrig vorangetrieben wurde. Die offizielle Verfolgung des Heidentums erklärte Nichtchristen zu einer allgemeinen Bedrohung, was die Bedeutung von Hellene nur noch weiter beeinträchtigte. Paradoxerweise war Tribonian, Iustinians Leiter der Kommission zur Überarbeitung der bisherigen Rechtstraditionen, der Suda zufolge selbst Hellene (Heide).

### Wiederbelebung der ethnischen Bedeutung vonHellene

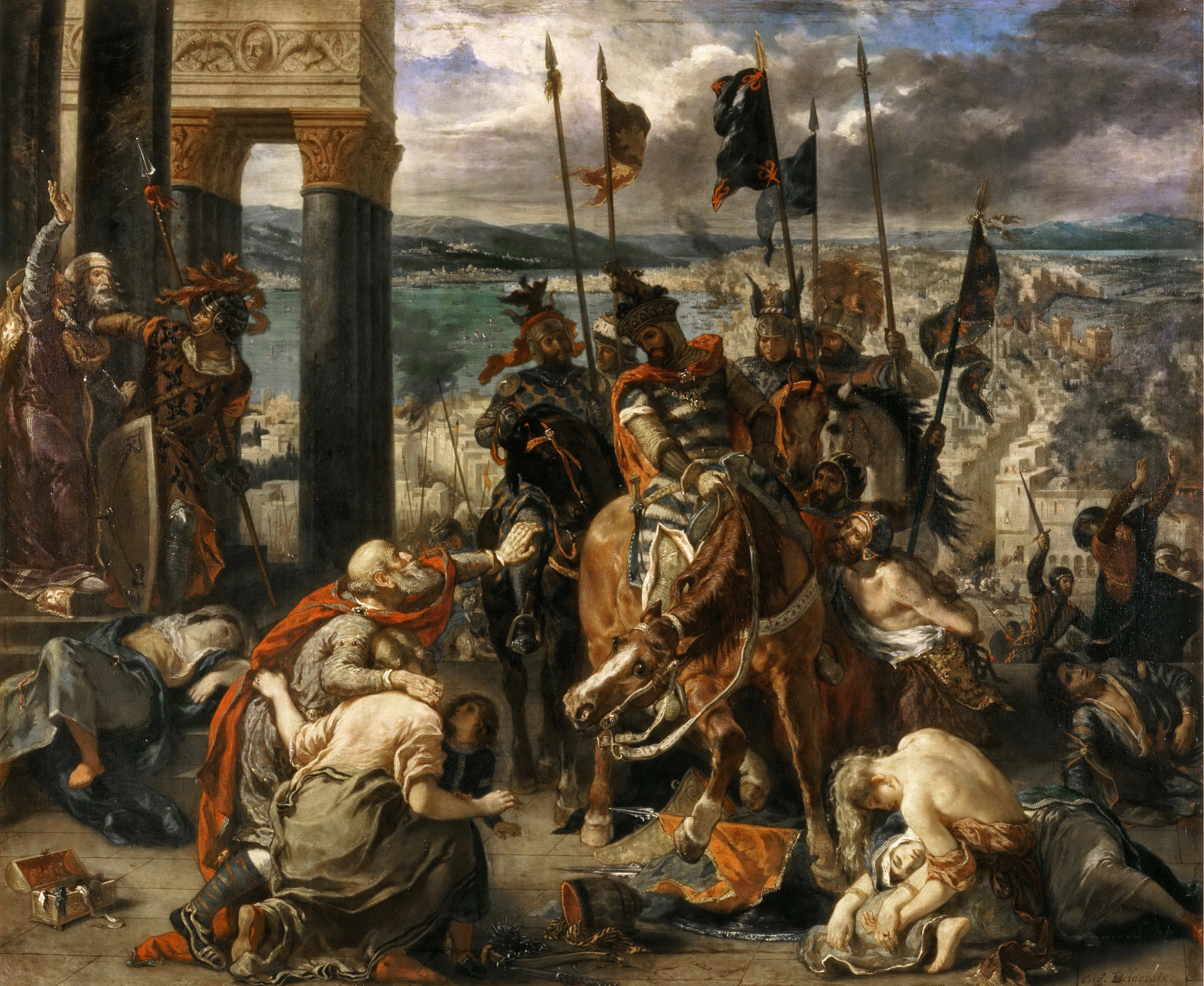
Eugène Delacroix: Die Einnahme Konstantinopels durch die Kreuzritter, 1840. Die Plünderung ihrer Hauptstadt durch die Kreuzritter im Jahre 1204 rief, wie u. a. den Chroniken des Niketas Choniates zu entnehmen ist, eine erbitterte Reaktion und die Verachtung der byzantinischen Griechen für die Lateiner hervor.

Der nicht-religiöse Gebrauch von Hellene wurde im 9. Jahrhundert wiederbelebt, nachdem das Heidentum faktisch ausgemerzt worden war und keine Gefahr mehr für die christliche Dominanz darstellte. Dabei wurde nach und nach eben jener Weg in umgekehrter Reihenfolge nachvollzogen, den der Begriff zuvor in seinem Bedeutungswandel gegangen war. In der Antike ursprünglich ein ethnischer Begriff, war Hellene in der hellenistischen Epoche ein kultureller, im Christentum schließlich ein religiöser Terminus geworden. Mit dem Verschwinden des Heidentums und der Wiederentdeckung der Wissenschaften gewann der Begriff zunächst seine kulturelle Bedeutung und schließlich, im 11. Jahrhundert, seine antike ethnische Bedeutung zurück. Hellene stand fortan, neben dem bereits gebräuchlichen Rhomäer (Ῥωμιός Rhomiós), für den ethnischen Griechen.
Zeugnisse aus der Zeit zwischen dem 11. und dem 15. Jahrhundert und der Folgezeit (Anna Komnena, Michael Psellos, Johannes III. Vatatzes, Georgios Gemistos Plethon und viele andere) belegen die Wiederbelebung der Bezeichnung Hellene als potenziellen Ersatzes für ethnische Bezeichnungen wie Graikós oder Rhomiós. So bezeichnete Anna Komnena ihre Landsleute im 12. Jahrhundert als Hellenen, benutzte die Bezeichnung aber nicht im Sinne von „Heide“. Außerdem rühmte sie sich ihrer klassischen hellenischen Bildung, denn sie war griechische Muttersprachlerin und musste griechisch nicht erst als Fremdsprache erlernen.
Die erneute Gründung der Universität von Konstantinopel förderte ein Interesse insbesondere an den griechischen Studien. Patriarch Photios I. reagierte gereizt auf die Bevorzugung griechischer Studien gegenüber anderen geistigen Arbeiten. Michael Psellos empfand es als Kompliment, als Kaiser Romanos III. ihn seiner hellenischen Bildung lobte, während er es als Schwäche empfand, dass dessen Nachfolger, Michael IV., nicht im Mindesten eine solche besaß. Anna Komnena behauptete von sich, sie habe die hellenischen Studien in höchstmöglichem Ausmaß betrieben. Darüber hinaus berichtet sie in Bezug auf das von ihrem Vater gegründete Waisenhaus, dass dort „ein Skythe Hellenisch lerne, ein Römer hellenische Texte bearbeite und ein ungebildeter Hellene korrekt hellenisch“ spreche. Diese Fälle veranschaulichen, dass ein Punkt erreicht ist, an dem die griechischsprachigen Byzantiner sich auf einer politischen Ebene als Rhomäer verstehen, sich ihrer Herkunft nach aber zunehmend als hellenisch definieren. Eustathios von Thessalonike differenziert zwischen diesen Bedeutungen in seinem Bericht vom Fall Konstantinopels im Jahre 1204, indem er die Invasoren im Zeichen des Kreuzes als Lateiner bezeichnet, und damit all jene zusammenfasst, die der römisch-katholischen Kirche angehörig waren, während er mit Hellenen die überwiegend griechische Bevölkerung des Oströmischen Reiches meinte.
Die Eroberung Konstantinopels durch die Kreuzritter des Vierten Kreuzzugs verstärkte das griechische Nationalgefühl im Reich. Niketas Choniates bestand auf die Benutzung der Bezeichnung Hellenen und betonte die Verbrechen der Lateiner gegen die Hellenen auf der Peloponnes. Nikephoros Blemmydes bezeichnete die byzantinischen Kaiser als Hellenen und Theodor Alanias schrieb in einem Brief an seinen Bruder, dass „die Heimat vielleicht erobert wurde, Hellas aber dennoch in jedem weisen Manne weiterlebt“. Kaiser Johannes III. schrieb aus dem Exil in einem Brief an Papst Gregor IX. über die Weisheit, die „auf die hellenische Nation herabregnet“. Er behauptete, dass die Übertragung der kaiserlichen Macht von Rom nach Konstantinopel ein nationaler Vorgang gewesen sei, nicht nur ein geographischer, und es den Lateinern nicht zustehe, Konstantinopel zu besetzen: Das Erbe Konstantins, so argumentierte er, war an die Hellenen weitergegeben worden und sie allein seien folglich dessen Erben und Nachfolger. Sein Sohn, Theodor II. Laskaris bietet weitere Zeugnisse des aufgekeimten hellenischen Nationalgefühls, wenn er schreibt, dass die hellenische Sprache über allem anderen stehe. Außerdem schreibt er, dass „jede Form der Philosophie und des Wissens auf Entdeckungen der Hellenen zurückgehen […]. Was hast du, o Italiker, vorzuweisen?“ Äußerungen wie diese veranschaulichen in deutlicher Weise die Steigerung des griechischen Nationalismus als Folge des Vierten Kreuzzugs. Außerdem dokumentieren sie die semantische Rückkehr der Bezeichnung Hellene zu einem Begriff der ethnischen Zugehörigkeit.
Die Entwicklung dieser Bezeichnung vollzog sich langsam, ersetzte aber die Selbstbezeichnung Rhomiós (Ῥωμιός) nie vollständig. Entsprechend nannte Nikephoros Gregoras sein Werk Römische Geschichte. Kaiser Johannes VI., ein großer Befürworter der hellenischen Bildung, bezeichnete in seinen Erinnerungen die Byzantiner als Rhomäer. Dennoch wurde er in einem Schreiben vom Sultan Ägyptens, Nasser Hassan Bin Mohammed, als „Kaiser der Hellenen, Bulgaren, Asanen, Walachen, Russen, Alanen“ angesprochen, nicht aber der Römer oder Rhomäer. Im 15. Jahrhundert betonte Georgios Gemistos Plethon Kaiser Konstantin Palaiologos gegenüber, dass das von ihm angeführte Volk hellenisch sei, wie dessen „Rasse, Sprache und Bildung“ beweise, während Laonikos Chalkokondyles sich dafür aussprach, den Begriff Rhomäer vollständig durch jenen des Hellenen zu ersetzen. Kaiser Konstantin Palaiologos selbst nannte Konstantinopel einen „Zufluchtsort der Christen, Freude und Hoffnung aller Hellenen“.

### Ableitungen vonHéllēn(Ἕλλην) bzw.Hellás(Ἑλλάς)
Die dritte Wurzel wird weltweit in nur wenigen Sprachen benutzt und geht auf die antike und moderne Selbstbezeichnung der Griechen als Ἕλληνες (Héllēnes) bzw. den daraus hervorgehenden Landesnamen Ἑλλάς (Hellás) zurück:
- Chinesisch: 希臘人 (Xīlàrén), 希腊 (Xila „Griechenland“)
- Griechisch: Έλληνας (Éllinas), Ελληνίδα (Ellinída), Ελλάς (Ellás)
- Koreanisch: 希腊 oder 희랍 (Huirap „Griechenland“), aber auch 그리스 (Geuriseu „Griechenland“) und 그리스의 (geuriseu-ui „Grieche“)
- Norwegisch: Hellas, aber auch Grekenland
- Vietnamesisch: Hy Lạp (sowohl „Grieche“ als auch „Griechenland“)

## Griechen (Γραικοί)
Der im Deutschen gebräuchliche Begriff der Griechen entspringt dem lateinischen Graecus, welcher seinerseits im griechischen Γραικός (Graikós) seinen Ursprung hat, dem Namen eines böotischen Stammes, der sich im 8. Jahrhundert v. Chr. in Italien ansiedelte und unter dessen Namen die Hellenen im Westen bekannt wurden. Homer erwähnt in der Ilias die böotische Stadt Graia (Γραῖα), die Pausanias zufolge identisch mit dem späteren Tanagra gewesen sein soll, während Aristoteles sie im attischen Oropos erkannte. Pausanias erklärt den Namen dabei als „die Alte“ (aufgefasst als Variante von griechisch γραῦς graûs „alte Frau“). Das westlich von Neapel gelegene Cumae oder auch das antike Neapolis selbst soll von Griechen aus den Städten Chalkis und Graia gegründet worden sein. Durch deren Kontakt mit den Römern könnte der Begriff Graeci als Sammelbezeichnung für alle Hellenen entstanden sein.
Aristoteles siedelte neben den priesterlichen Selloi auch einen Volksstamm, der einst als Γραικοί (Graikoí) bekannt gewesen und später Ἕλληνες (Hellenen) genannt worden sei, in der Gegend um Dodona und den Fluss Acheloos an. Neben Hellen wurde auch Graikos als Sohn des Deukalion und der Pyrrha genannt, mithin unter die Stammväter der Griechen gezählt.

### Ableitungen vonGraikós(Γραικός)
In den meisten europäischen Sprachen und einigen Sprachen, die deren Bezeichnungen übernommen haben, ist der Name der Griechen und die Bezeichnung für Griechenland vom lateinischen Begriff Graecus abgeleitet, der für alle Sprachen auf dem Boden und im Einflussbereich des Römischen Reichs verbindlich wurde und seinerseits auf den griechischen Stammesnamen der Γραικοί (Graikoí) zurückging:
- Albanisch: grek, Greqia
- Bulgarisch: грък (grǎk, m.),  гъркиня (gǎrkinja, f.), Гърция (Grtsia)
- Dänisch: græker, Grækenland

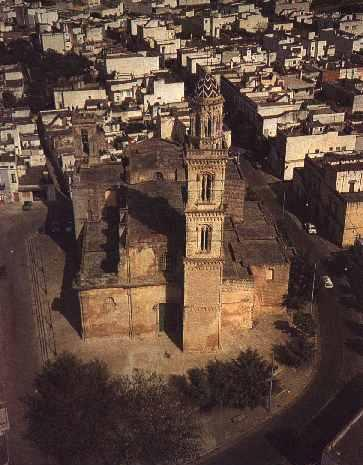
Soleto ist eine der neun griechischsprachigen Städte Apuliens in Italien. Die Einwohner sind Nachkommen griechischer Siedler, die seit dem 8. Jahrhundert v. Chr. Kolonien in Italien und Sizilien gründeten. Sie sprechen Griko, einen Dialekt, der aus dem dorischen Griechisch hervorgegangen ist, welches sich unabhängig vom hellenistischen Griechisch entwickelte. Die Einwohner der Stadt nennen sich Grekos, abgeleitet vom lateinischen Graecus, und betrachten sich als Hellenen.

- Deutsch: Grieche, Griechin, Griechenland
- Englisch: Greek, Greece
- Estnisch: kreeklane, Kreeka
- Finnisch: kreikkalainen, Kreikka
- Französisch: Grec (m.), Grecque (f.), Grèce
- Irisch: Gréagach, An Ghréig
- Italienisch: greco, greca, Grecia
- Japanisch: ギリシア人 (Girishia-jin), ギリシア (Girishia)
- Katalanisch: grec, grega, Grècia
- Kroatisch: Grčk, Grčkinja, Grčka
- Lettisch: grieķis, grieķiete, Grieķija
- Maltesisch: Grieg, Griega, Greċja
- Mazedonisch: Грк (Grk), Гркинка (Grkinka), Грција (Grcija)
- Niederländisch: Griek, Griekenland
- Polnisch: Grek, Grecja
- Portugiesisch: grego, grega, Grécia
- Rumänisch: grec (m.), grecoaică oder greacă (f.), Grecia
- Russisch: грек (grek), греча́нка (grečánka), Греция (Gretsia)
- Schwedisch: grek (m.), grekinna oder grekiska (f.), Grekland
- Serbisch: Гр̏к (Grčk), Гр̏киња (Grčkinja), Грчка (Grčka)
- Slowakisch: Grék, Grékyňa, Grécko
- Slowenisch: Gŕk, Gŕkinja, Grčija
- Spanisch: griego, griega, Grecia
- Tschechisch: Řek, Řekyně, Řecko
- Ukrainisch: грек (grek), греча́нка (grečánka), Греція (Gretsia)
- Ungarisch: görög, Görögország
- Walisisch: Groeg, Groeg

## Andere Benennungen

### Römer, Rhomäer (Ῥωμαῖοι) undRomií(Ῥωμιοί)
Römer oder Rhomäer (Ῥωμαῖοι Rhōmaîoi, daraus neugriechisch Ῥωμιοί Romií und türkisch Rum, vergleiche Rumelien) ist die Bezeichnung, die sich für die Griechen der Spätantike und des Mittelalters etablierte. Dieser Name bezeichnete ursprünglich die Einwohner der Stadt Rom in Italien, verlor aber den ausschließlichen Bezug zu den Latinern allmählich mit der Einbeziehung anderer Völker, darunter auch die Griechen, in das Römische Reich. Im Jahre 212 n. Chr. gewährte die Constitutio Antoniniana Kaiser Caracallas allen freien Bürgern des Reichs das römische Bürgerrecht. Die neue Bezeichnung repräsentierte die religiöse Zugehörigkeit der Griechen zum Christentum. Durch die, christlich vorangetriebene, semantische Negativbelegung des Begriffs Hellene (was nun Heide bedeutete), war ein Rückgriff auf diese Bezeichnung zu jener Zeit unmöglich. Das Wort Rhomaiós wurde zur allgemeinen Bezeichnung für die Griechen des Oströmischen Reichs. Auch heute noch findet dieser Begriff in Griechenland Verwendung (neugriechisch Romiós) und ist, nach Hellene, die gängigste Selbstbezeichnung der Griechen.
Diese fremdsprachige Bezeichnung war anfänglich von rein politischer und nicht ethnischer Bedeutung, gründete sie doch auf dem römischen Anspruch, sämtliche Völker der Welt unter dem einen, wahren Gott zu vereinen. Bis in das frühe 7. Jahrhundert, als das Reich sich noch über weite Gebiete und viele Völker erstreckte, galt die Bezeichnung Römer  oder Rhomäer als Hinweis auf die Staatsangehörigkeit, nicht auf die Herkunft. Um zwischen Staatsangehörigkeit und Abstammung zu unterscheiden, konnten die verschiedenen Völker zusätzlich die eigenen Ethnonyme oder Toponyme benutzen. Dies ist der Grund dafür, weshalb der Historiker Prokopios von Caesarea die Byzantiner „hellenisierte Römer“ nannte, während andere Schreiber Bezeichnungen wie Romhellenen oder Graecoromanen verwendeten. Ziel solcher Bezeichnungen war, gleichzeitig Staatsangehörigkeit und Herkunft auszudrücken.
Die Invasionen der Langobarden und Araber im gleichen Jahrhundert führte zum Verlust der meisten Provinzen, einschließlich die italischen und asiatischen, mit Ausnahme Anatoliens. Die übriggebliebenen Gebiete waren überwiegend griechisch, wodurch sich die Bevölkerung des Reichs nun als stärker zusammenhängende Einheit verstand, letzten Endes eine bewusste Identität entwickelte. Anders als in schriftlichen Quellen der Jahrhunderte zuvor ist in byzantinischen Dokumenten gegen Ende des ersten Jahrtausends deutlicher Nationalismus erkennbar.
Das Scheitern der Byzantiner, dem Papst Schutz vor den Langobarden zu gewährleisten, zwang ihn dazu, sich anderweitige Hilfe zu suchen. Der Mann, der seinem Ruf folgte, war Pippin der Mittlere, dem er den Titel Patrizier verlieh, was einen folgenreichen Konflikt auslöste. 772 beendete man in Rom das Gedenken an Kaiser Konstantin, der die Hauptstadt von Rom nach Konstantinopel verlegt hatte. Im Jahre 800 krönte Papst Leo III. Karl den Großen zum römischen Kaiser, womit er den oströmischen Kaiser nun offiziell nicht mehr als römischen Kaiser anerkannte. Nach Ansicht der Franken transferierte das Papsttum die römisch-kaiserliche Autorität in legitimer Weise von den Griechen zu den Deutschen. Dies entfachte einen Namenskrieg zwischen dem bereits bestehenden Oströmischen und dem durch die Franken neu gegründeten Römischen Reich im Westen. Da bereits ein Kaiser in Konstantinopel existierte, erkannte man ihm im Westen von nun an die römische Nachfolge schlicht mit der Begründung ab, dass die Griechen angeblich nichts mit dem römischen Vermächtnis gemein hätten. So heißt es in einer Botschaft von Papst Nikolaus I. an den oströmischen Kaiser Michael III., dass er nicht mehr „Kaiser der Römer“ genannt werde, weil die Römer, deren Kaiser er sein wolle, doch faktisch Barbaren für ihn seien.
Fortan nannten die Franken den Kaiser im Osten Kaiser der Griechen und dessen Land Griechisches Reich, um auf diese Weise beide römische Titel dem fränkischen König vorzubehalten. Die in diesem Namensstreit gegensätzlichen Parteien verfolgten jedoch nur nominale Interessen, es wurden keine gegenseitigen Gebietsansprüche erhoben. Dennoch veranschaulicht die Beleidigung, die dieser Streit für die griechischen Oströmer bedeutete, wie wichtig ihnen in der Zwischenzeit der römische Name (ρωμαίος) geworden war. So wurde der fränkische Delegierte Bischof Liutprand in Konstantinopel für kurze Zeit eingekerkert, weil er den römischen Kaiser nicht mit korrektem Titel ansprach. Seine Einkerkerung stellte ebenso eine Vergeltungsmaßnahme für die Bildung des Heiligen Römischen Reichs unter dem Kaiser Otto I. dar.

### Byzantiner (Βυζαντινοί)

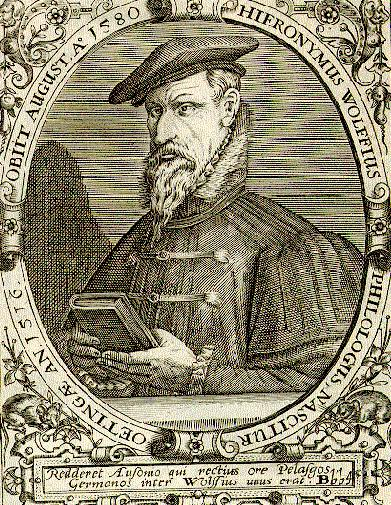
Hieronymus Wolf war ein deutscher Historiker des 16. Jahrhunderts. Er begründete die byzantinische Geschichtsschreibung, um zwischen der mittelalterlichen griechischen und der antiken römischen Geschichte zu unterscheiden.

Der Untergang des Weströmischen Reichs im Jahre 476 verstärkte bei den Völkern des Oströmischen Reichs die Verbundenheit zum Christentum und, mehr als je zu vor, zum Rhomäertum. Obwohl sie ihre Regierung nun nicht mehr mochten als vorher, so wurde sie zumindest von den Griechen unter ihnen nicht mehr als fremd angesehen, da sie endgültig nicht mehr in Händen der italischen Latiner war. Der Begriff Hellene war allerdings im Zuge der Christianisierung des Römischen Reichs bereits mit einer neuen Bedeutung (jener des „Heiden“) belegt worden und deshalb nicht mehr ohne weiteres verwendbar. Stattdessen etablierte sich nach und nach der Name Rhomioí (Ρωμιοί) als Bezeichnung für die Griechen, den sie für sich in der Form anwendeten, wie heute der später im Westen erschaffene Begriff Byzantiner auf sie angewendet wird.
Der Terminus Byzantinisches Reich wurde im Jahre 1557, also ein Jahrhundert nach Untergang des Oströmischen Reiches, vom deutschen Historiker Hieronymus Wolf erschaffen. Damit begründete er in seinem Werk Corpus Historiae Byzantinae eine byzantinische Geschichtsschreibung, um zwischen der antiken römischen und der mittelalterlichen griechischen Geschichte zu unterscheiden, ohne dabei die antiken Vorfahren der Griechen zu berücksichtigen. Viele zeitgenössische Schreiber übernahmen seine Begriffsgebung, blieben aber größtenteils unbekannt, womit der Begriff Byzantinisches Reich zu jener Zeit noch nicht die historiographische Dominanz erlangte, die er heute innehat.
Als später das historische Interesse an diesem Teil der Geschichte wuchs, wurden zunächst verschiedene Begriffe für das griechisch geprägte Oströmische Reich verwendet: Englische Historiker bevorzugten den Begriff Römisches Reich (Edward Gibbon benutzte diesen Begriff in eher herabsetzender Weise) während französische Historiker es griechisch nannten. Der Begriff des Byzantinischen Reichs tauchte erst Mitte des 19. Jahrhunderts wieder auf und dominiert seither die gesamte Geschichtsschreibung. Sogar in Griechenland wurde der Name übernommen, trotz der Einwände Konstantinos Paparrigopoulos’ (Gibbons einflussreicher griechischer Gegenpart), es müsse Griechisches Reich genannt werden. Einige griechische Gelehrte folgten Paparregopoulos zwar, was aber lediglich zur kurzzeitigen Popularität des Begriffs im Griechenland im 20. Jahrhundert führte. Allerdings ist aber auch dort die Bezeichnung Byzantinisches Reich in der Geschichtswissenschaft, wie im Volksmund, etabliert.

### Berdzeni(„die Weisen“)
Eine interessante und einzigartige Bezeichnung benutzen die Georgier: Zu antiken Zeiten wurden die Griechen von den Kolchern ბერძენი (berdzeni) genannt. Dieser Name lässt sich auf georgisch ბრძენი (brdzeni „weise“) zurückführen. Georgischen Historikern zufolge nimmt diese Bezeichnung Bezug auf die Entstehung der Philosophie im antiken griechischen Raum. Auch die Georgier der Neuzeit nennen die Griechen ბერძენი (berdzeni) und Griechenland საბერძნეთი (saberdznet'i), also wörtlich „Land der Weisen“.

## Hellenische Kontinuität und byzantinisches Bewusstsein
Tatsächlich war sich die überwältigende Mehrheit der „Byzantiner“ ihrer ununterbrochenen Kontinuität zur Antike sehr bewusst. Obwohl die alten Griechen keine Christen waren, betrachteten die „Byzantiner“ sie dennoch als ihre Vorfahren. Eine weitere Bezeichnung für Rhomiós war neben Hellene der Begriff Graikós (Γραικός). Auch dieser Begriff wurde von den „Byzantinern“ (in Verbindung mit Rhomiós) oft zur ethnischen Selbstbezeichnung benutzt (z. B. Graecoromanen von Prokop) Belege für die Benutzung des Begriffs Graikós durch die „Byzantiner“ gehen auf die Arbeiten von Priskos zurück, einem Historiker aus dem 5. Jahrhundert. Darin berichtet er, während eines Gastmahls am Hofe Attilas jemanden getroffen zu haben, der wie ein Skythe gekleidet war, aber griechisch sprach. Als Priskos ihn fragte, wo er die Sprache gelernt habe, entgegnete ihm dieser, er sei als Graikós geboren.
Auch andere „byzantinische“ Schreiber bezeichnen das Staatsvolk als Griechen (Graikoí) bzw. Hellenen, wie Konstantinos Porphyrogennitos im 10. Jahrhundert. Dieser berichtet unter anderem von einer slawischen Revolte bei Patras auf dem Peloponnes, im Zuge derer Häuser von Griechen („tōn Graikṓn“) geplündert wurden.
Insgesamt ist die Kontinuität der hellenischen Antike über den gesamten Zeitraum des Oströmischen Reiches nachweisbar, bis hin in das 15. Jahrhundert. Die griechischen „Byzantiner“ erwiesen sich als fähig, ihre Identität zu wahren und sich dabei den notwendigen Änderungen anzupassen, welche die Geschichte mit sich brachte.

## Wettbewerb zwischen den Bezeichnungen Hellenen, Rhomäer und Griechen
Nach dem Fall des Byzantinischen Reiches und während der osmanischen Besatzung entstand ein heftiger ideologischer Streit um die drei rivalisierenden nationalen Bezeichnungen der Griechen. Die Heftigkeit dieses Namensstreits nahm zwar nach Beendigung der griechischen Unabhängigkeitskriegs ab, jedoch löste sich die Frage erst mit dem Verlust der kleinasiatischen Küste an die Türken im 20. Jahrhundert endgültig.
Dieser Streit reflektiert die divergierenden Ansichten über die Geschichte von Klassizisten einerseits und Medievalisten andererseits, die ohne die Existenz eines Byzantinischen Staates versuchten, die griechische Nationalität zu definieren. Der Begriff des Hellenen im Sinne einer Person griechischer Herkunft hatte sich seit seiner Wiedergeburt im Mittelalter etabliert, jedoch dominierte in großen Teilen der Bevölkerung, insbesondere der Landbevölkerung, noch die Selbstbezeichnung Rhomäer (Romií), welche die Herkunft aus dem Byzantinischen Reich signalisieren sollte. Entsprechend hatte auch der griechische Gelehrte Rigas Feraios noch im späten 18. Jahrhundert „Bulgaren, Arvaniten, Armenier und Römer“ dazu aufgerufen, die Waffen gegen die Osmanen zu erheben. In seinen Memoiren benutzte auch Ioannis Makrygiannis, General der griechischen Revolutionäre, die Bezeichnung Rhomäer, wenn er von seinen Landsleuten sprach.

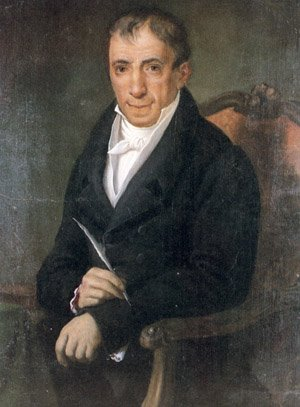
Porträt des griechischen Sprachgelehrten Adamantios Korais

Grieche (Γραικός) war der am wenigsten populäre der drei Namen, genoss dafür aber in Gelehrtenkreisen weit größere Achtung. Adamantios Korais, ein namhafter griechischer Klassizist, rechtfertigte diese Bezeichnung in seinem Dialog zwischen zwei Griechen:

„Unsere Vorfahren nannten sich ‚Griechen‘, nahmen später aber den Namen ‚Hellenen‘ an, nach einem Griechen, der sich Hellen nannte. Eine dieser beiden Bezeichnungen ist folglich unser korrekter Name. Ich befürworte ‚Griechenland‘, denn so nennen uns sämtliche aufgeklärten Nationen Europas.“

Da nach 1453 kein byzantinischer Staat mit der Hauptstadt Konstantinopel mehr existierte, verlor Rhomäer nach und nach an Bedeutung, womit Hellenen sich wieder als ethnische Bezeichnung durchsetzen konnte. Dionysios Pyrros fordert in Cheiragogy die ausschließliche Nutzung von Hellenen, da es doch schließlich die antiken italischen Römer gewesen seien, die Hellas unterjocht und vernichtet hätten. In einer 1806 im italienischen Pavia veröffentlichten Kampfschrift heißt es: „Die Zeit ist gekommen, O Hellenen, unsere Heimat zu befreien.“ Der Führer des griechischen Unabhängigkeitskampfes begann seine Erklärung mit einem ähnlichen Satz: „Die Zeit ist gekommen, o Männer, Hellenen.“ Nachdem diese Bezeichnung von geistlicher wie weltlicher Führung der Griechen akzeptiert worden war, setzte sie sich auch in der Bevölkerung durch.
Mit dem Ausbruch des Unabhängigkeitskampfes im Jahre 1821 wurde ein weiterer semantischer Wandel erkennbar. Die meist ungebildeten griechischen Rebellen etablierten eine obskure Differenzierung zwischen „untätigen Rhomäern“ und „aufständischen Hellenen“. Damit übernahm der Begriff Römertum zu jener Zeit zunehmend die Bedeutung des der osmanischen Unterjochung verhafteten, subalternen Griechen. Der griechische General Theodoros Kolokotronis legte besonderen Wert darauf, dass seine Truppen als Hellenen bezeichnet wurden. Sein Helm war einem antiken griechischen Helm nachempfunden. General Makrygiannis berichtet in seinen Memoiren von einem Priester, der vor den Rhomäern (das heißt den subalternen Zivilisten) seine Pflicht erledigte, insgeheim aber die Hellenen (also den Kämpfern im Unabhängigkeitskampf) ausspionierte. Rhomäer wurde mit Passivität und Versklavung assoziiert, während Hellene für die Erinnerung an die glorreiche antike Zeit stand und für den Freiheitskampf.
Die Einwohner des neu entstandenen, unabhängigen Staates nannten sich Hellenen, was die Verbindung mit dem antiken Griechenland verdeutlicht. Das wiederum förderte die Fixierung auf das Altertum und die Nachlässigkeit gegenüber anderen Perioden der Geschichte, insbesondere des byzantinischen Jahrtausends, welches Erblasser unterschiedlicher und in vielen Fällen bedeutenderer Hinterlassenschaften war.
Diese klassizistische Haltung wurde zu Beginn des 20. Jahrhunderts mit der Aussicht auf die Befreiung der griechisch bevölkerten Teile der kleinasiatischen Küste und Konstantinopels abgeschwächt und von der Vision der Wiederherstellung des Byzantinischen Reiches aller Griechen abgelöst (vergleiche die sogenannte Große Idee). Das zwiespältige Verhältnis der Griechen zu diesen beiden bedeutenden Epochen ihrer Geschichte äußert sich in einer 1844 vor dem Parlament gehaltenen Rede des griechischen Außenministers:

„Das Königreich Griechenland ist nicht Griechenland; es ist nur ein kleiner, schwacher Teil Griechenlands […]. Es gibt zwei Zentren des Hellenismus. Athen ist die Hauptstadt des Königreichs. Konstantinopel ist die große Hauptstadt, die Stadt, Traum und Hoffnung aller Hellenen.“